# Річки Бразилії

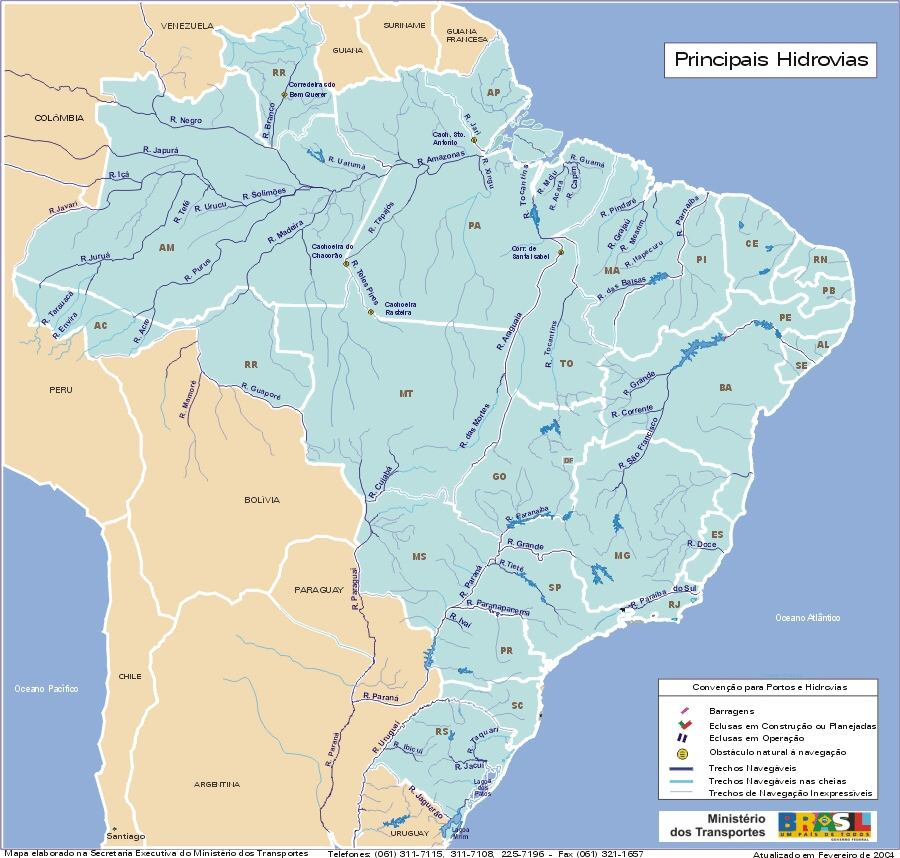
Мапа головних річок Бразилії

Мапа головних басейнів Бразилії.

Список «Річки Бразилії» містить найдовші та найважливіші річки країни, в тому числі річки, які починаються, або частково протікають в інших, сусідніх країнах.

## Загальні відомості
Бразилія нараховує більше десятка основних річкових систем (басейнів). Найбільші із них утворені річками: Амазонкою, Параною, Токантінсом, Сан-Франсіску.
Найбільшою річкою Бразилії є Амазонка, це найбагатоводніша і найважливіша річка у світі. Вона несе більше води (230 000 м³/с), ніж такі найбільші річки світу, як: Брахмапутра (48 160 м³/с), Конго (41 800 м³/с), Оріноко (33 000 м³/с) та Янцзи (31 900 м³/с) разом взяті. Ця річка бере свій початок в Андах і тече із заходу на схід по всьому континенту, через найбільший тропічний ліс у світі, який лежить на її шляху — Амазонський дощовий ліс.
Амазонка також має найбільшу площу басейну — більше 6,9 млн км², із них на Бразилію припадає більше 4,2 млн км², що становить близько половини території країни.

## Річки Бразилії та їх притоки

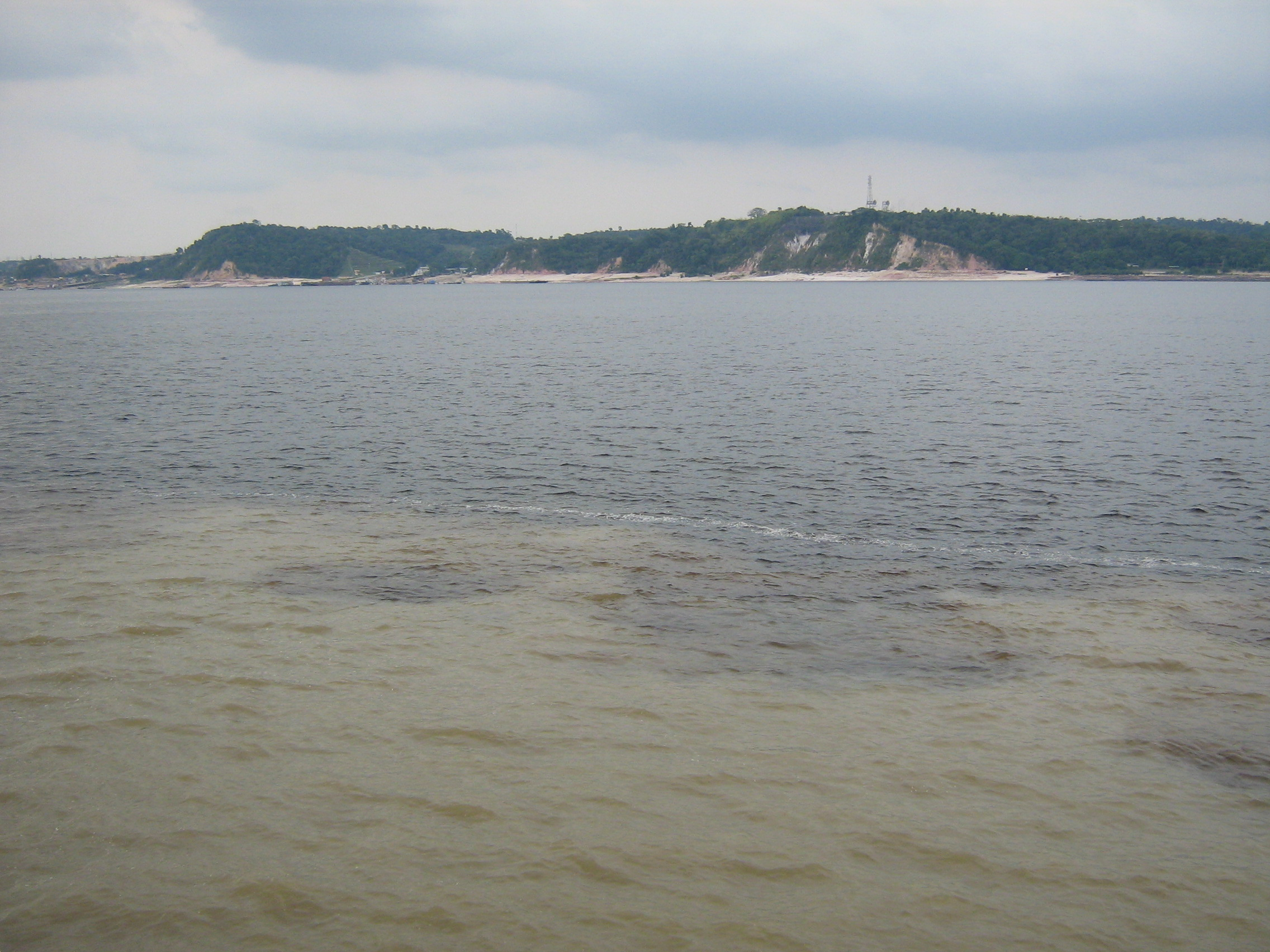
Амазонка поблизу міста Манаус

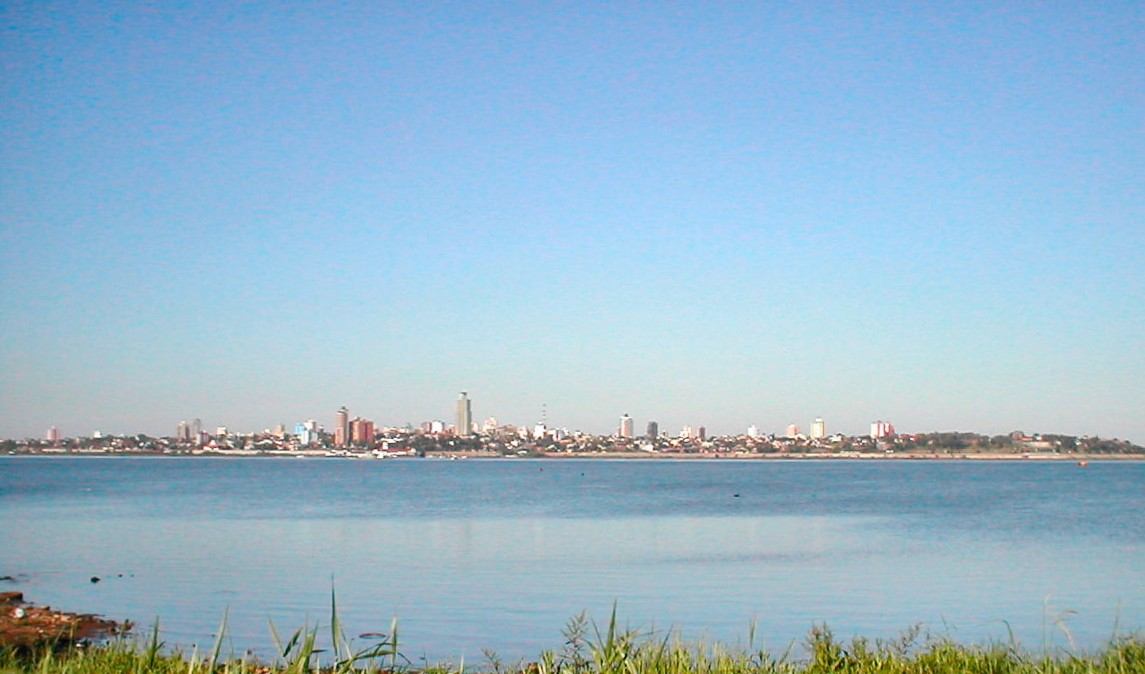
Парана поблизу міста Посадас

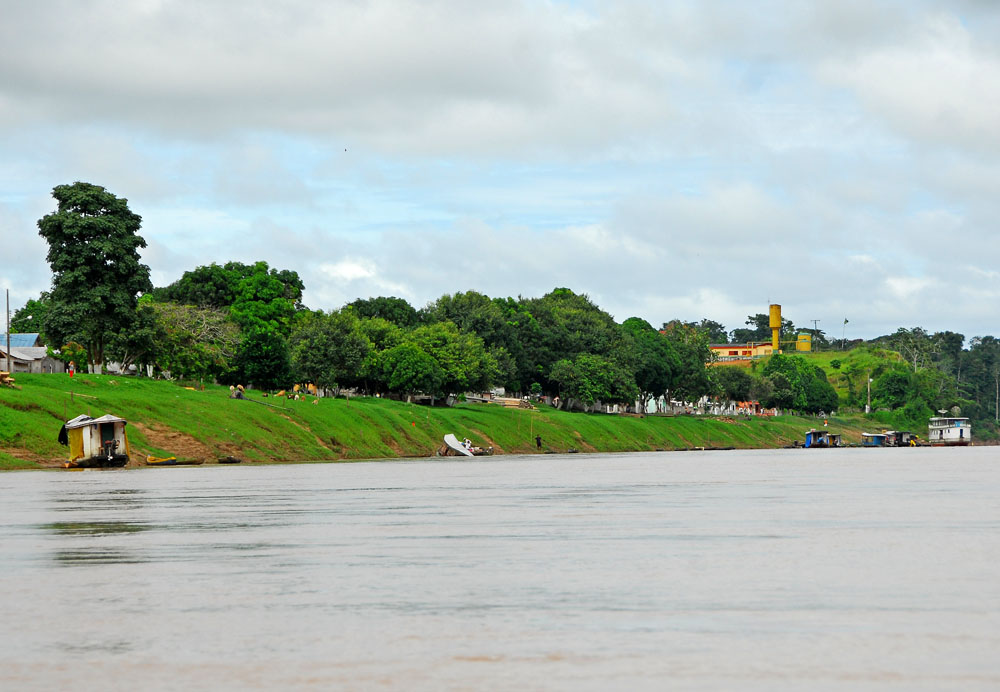
Пурус поблизу міста Санта-Роза-ду-Пурус

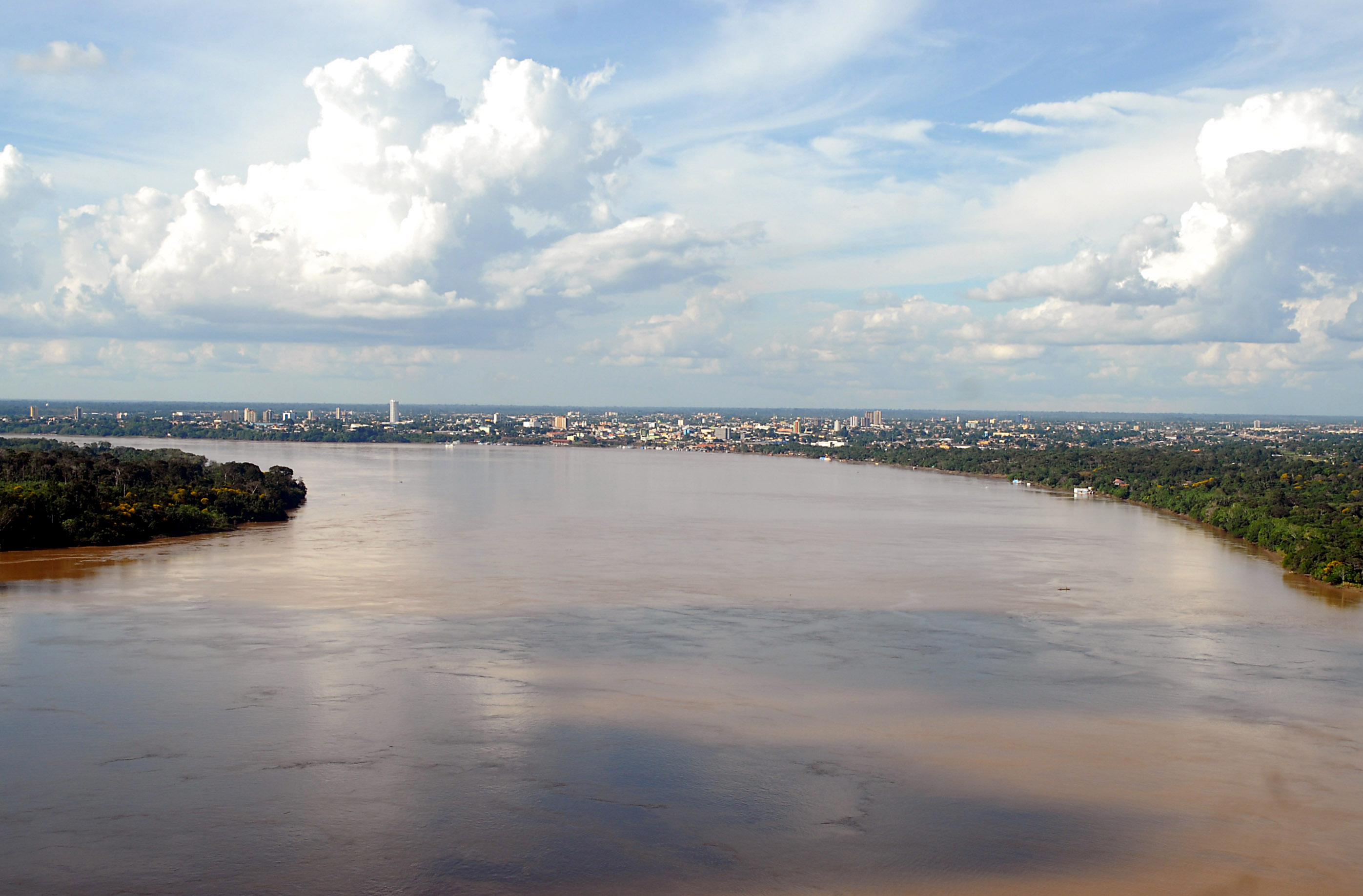
Мадейра поблизу міста Порту-Велью

Нижче наводяться основні річкові системи (басейни) з їх основними артеріями та притоками.
- Амазонка (Укаялі з Тамбо) — 6 400 (6 992)* км
  - Жарі — 1 000 (790)* км
  - Пару (Східна Пару) — 710 км
  - Тромбетас — 760 км
  - Ріу-Негру — 2 250 км
    - Ріу-Бранку — Ріу-Урарікоера — 1 454 км

  - Жапура — 2 615 (2 820)* км
  - Путумайо — 1 580 км (Колумбія)
  - Напо — 1 130 км (Перу)
  - Мараньйон — 1 415 (1 600)* км (Перу)
    - Тіґре — 760 (940)* км (Перу)
    - Пастаса — 710 км (Перу)
    - Уайяґа — 1 138 км (Перу)

  - Укаялі — 1 600 (2 669,9)* км (Перу)
  - Жаварі — 1 180 (1 056) км
  - Журуа — 2 410 (3 280)* км
  - Пурус — 3 210 (3 379)* км
  - Мадейра — Маморе — 3 239 (3 380)* км
    - Бені — 1 599 км (Болівія)
      - Мадре-де-Дьйос — 1 150 км (Болівія, Перу)

    - Маморе — 1 900 км (Болівія)
      - Ріо-Гранде — 1 438 км

    - Гуапоре — 1 749 (1 530*) км
    - Жипарана («Мачадо») — 820 км
    - Аріпуана — 870 км
    - Кануман — 900 км (впадає в рукав Парана-Урарія)
    - Абакашис — 610 км (впадає в рукав Парана-Урарія)

  - Тапажос — 1 930 (2 291)* км
    - Журуєна — 1 240 км
      - Арінос — 760 км

    - Телес-Пірес — 1 370 км

  - Шінгу — 2 100 (1 980)* км
    - Ірірі — 1 300 (1 100) км
- Токантінс — 2 699 км
  - Арагуая — 2 630 км
- Ітапекуру — 1 500 (897)* км
- Парнаїба — 1 700 (1 344)* км
- Жагуарібі — 610 (633)* км
- Сан-Франсиску — 3 180 км
- Жекичіньонья — 1 090 км
- Ріо-Досі — 853 км
- Параїба-ду-Сул — 1 120 км
- Жакуй — 800 км
  - Такуарі — 530 км
- Жагуарон — 208 км
- Уругвай (річка) — 1 610 (1 790)* км
- Парана — 3 998 (2 570)* км
  - Ігуасу — 1 320 км
  - Паранапанема — 930 км
  - Тіете — 1 130 км
  - Ріо-Гранде — 1 360 км
  - Парагвай — 2 549 (2 625)* км
    - Куяба — 980 км
    - Такуарі — 842 км

* — числові дані в дужках: довжина річки за іншими джерелами. Різниця величин довжин річок за різними джерелами, пояснюється кількома факторами. Один із них, малодоступність і маловивченість річок, які протікають в недоступних районах гірських систем, чи джунглів Амазонії. Інший — різні підходи до встановлення довжини річок в різних країнах, різні іменування їх.

## Найбільші річки Бразилії

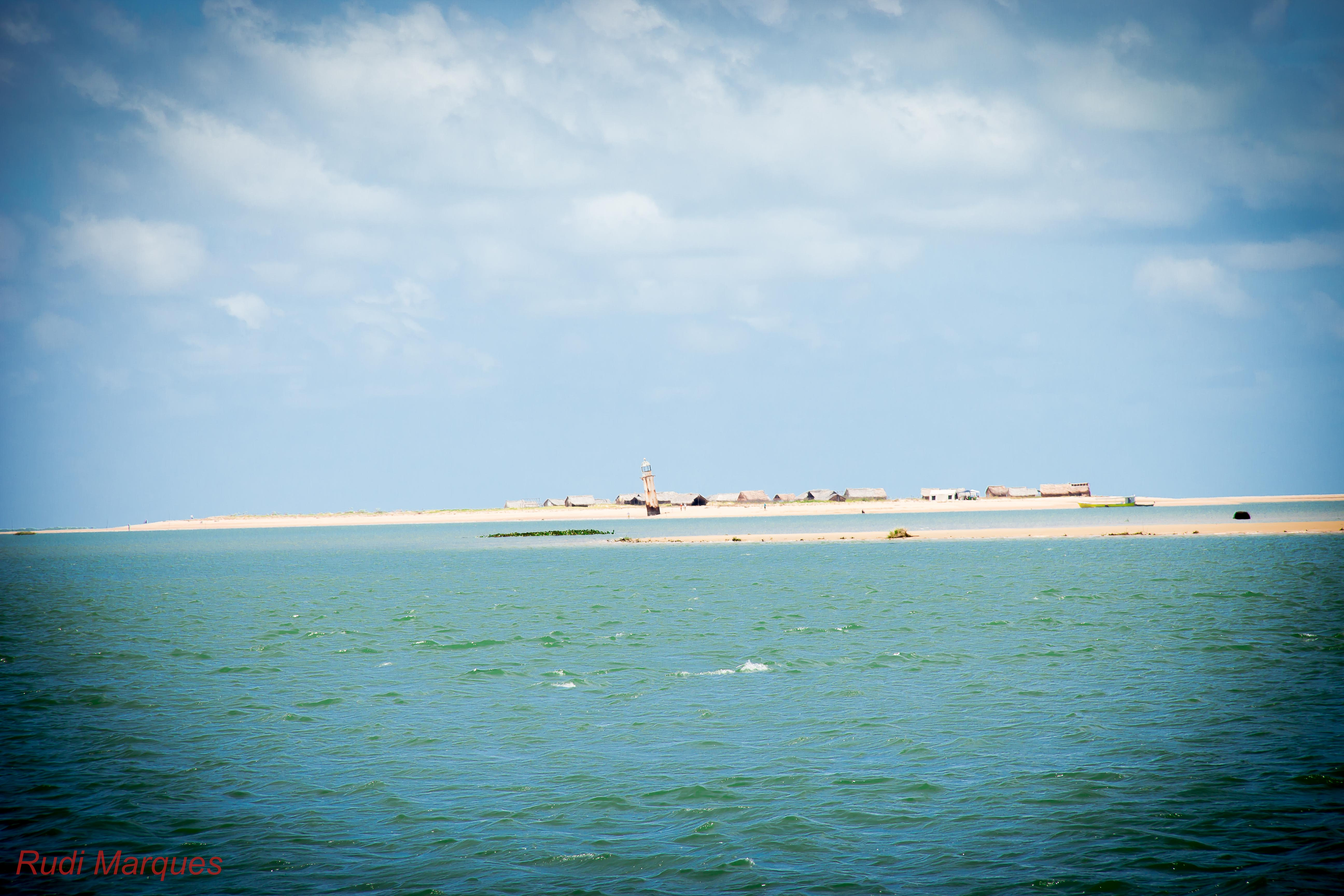
Річка Сан-Франсіску

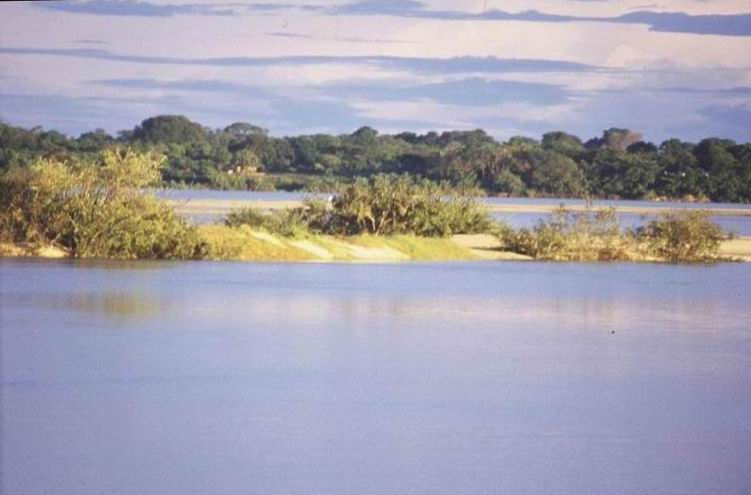
Річка Арагуая

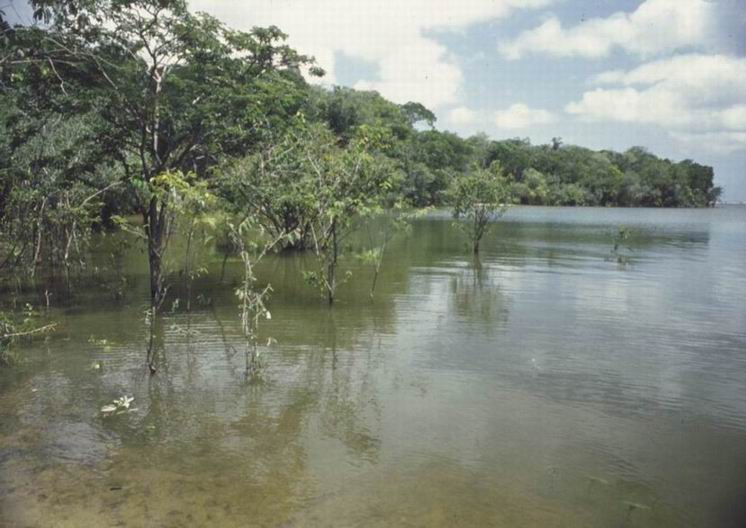
Річка Жапура

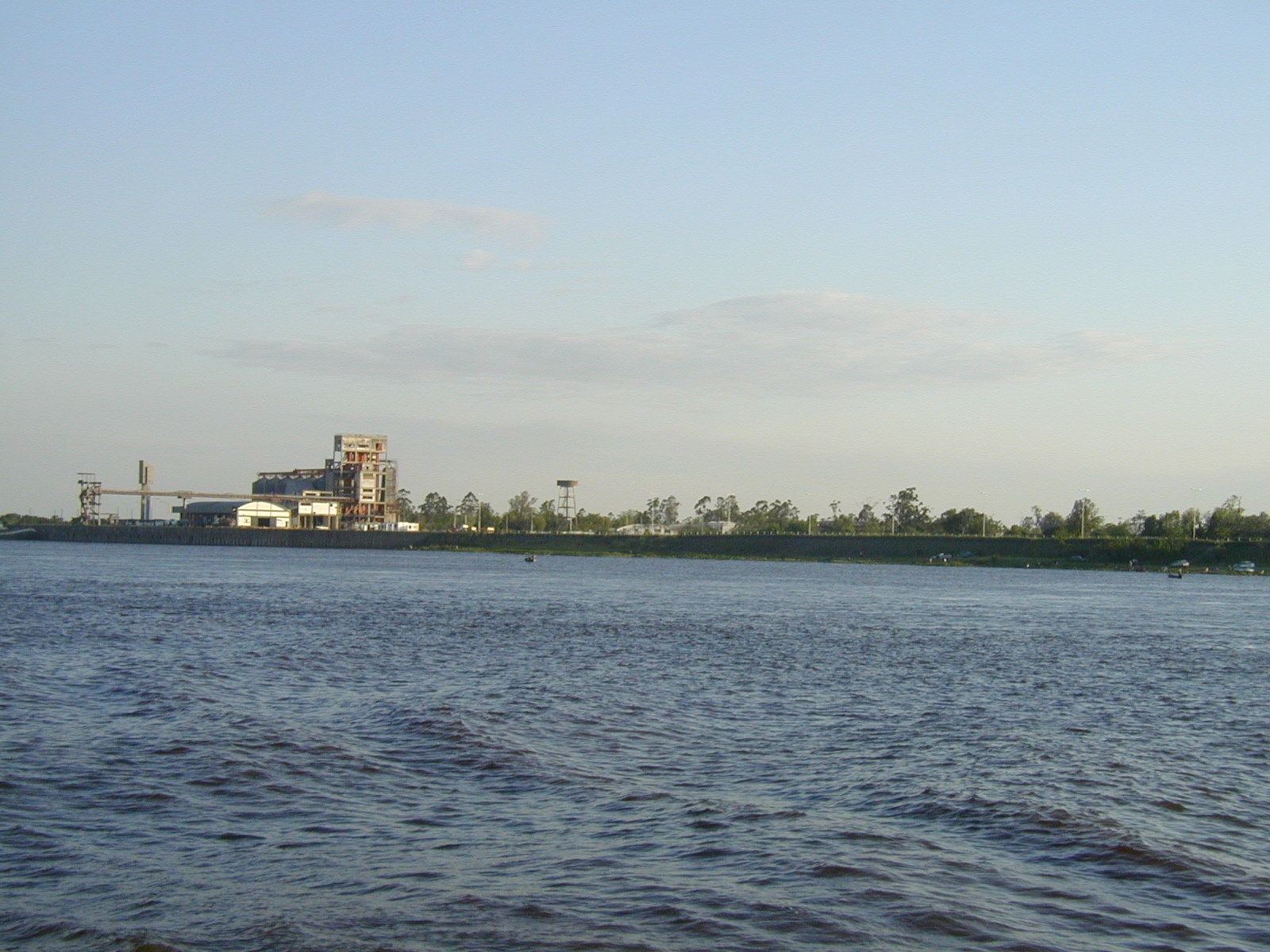
Річка Парагвай

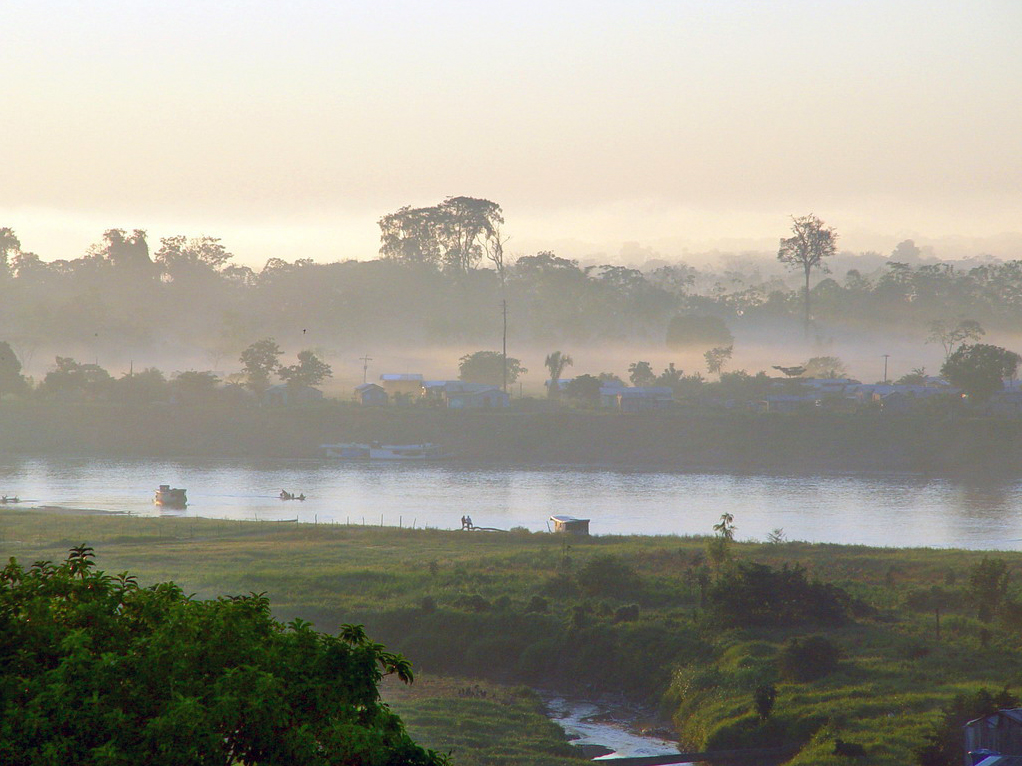
Річка Журуа

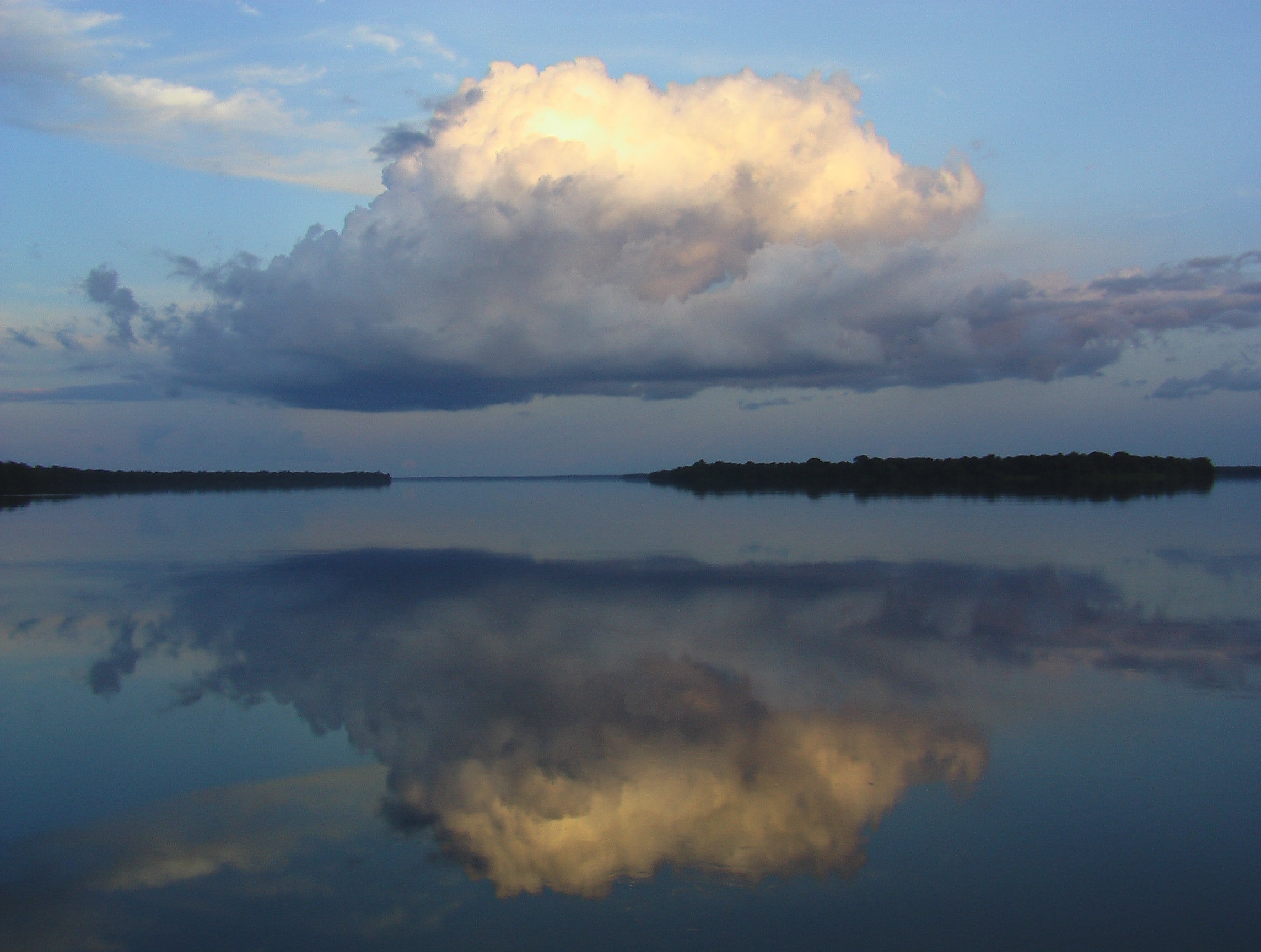
Річка Ріу-Неґру

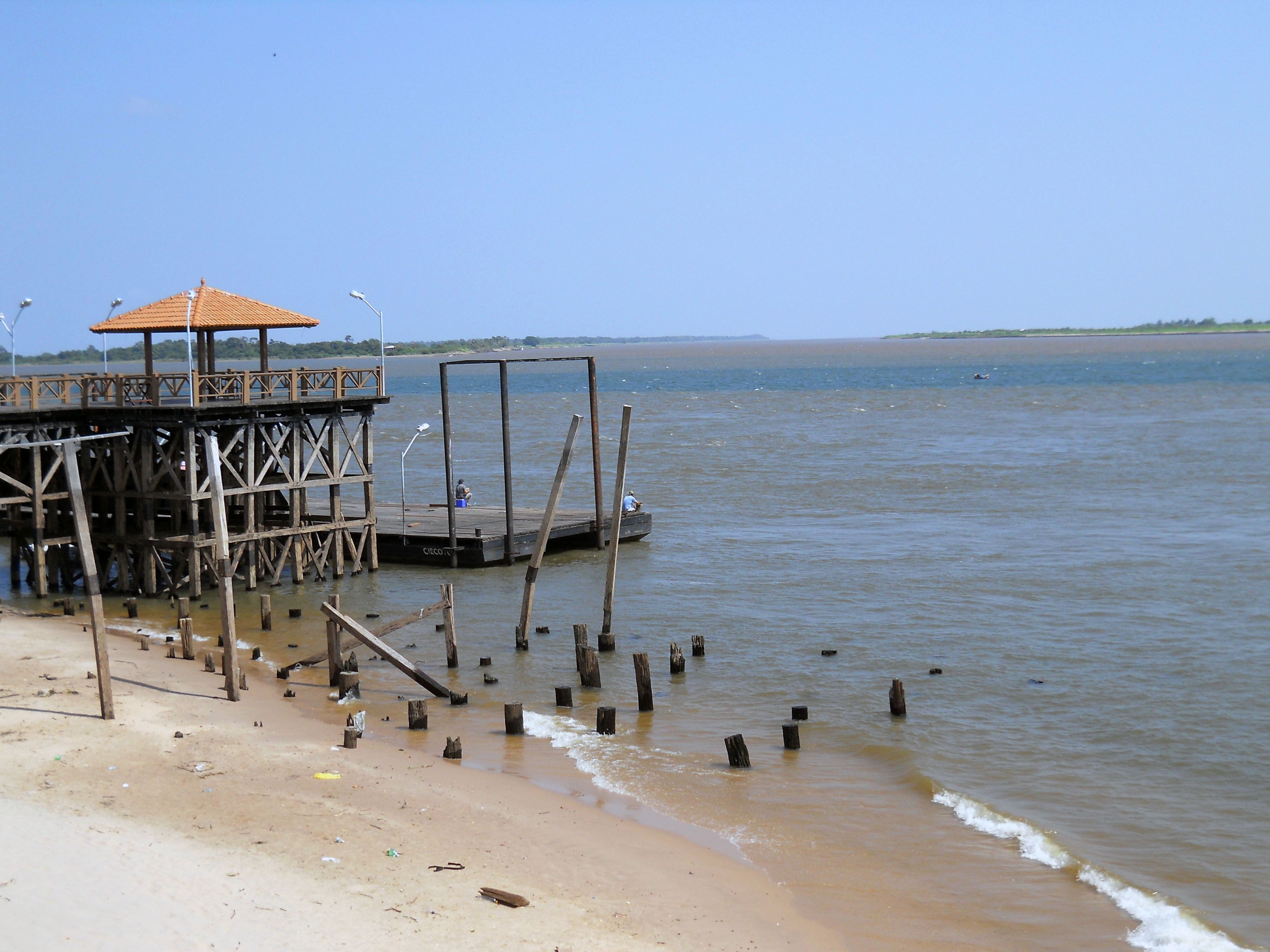
Річка Тапажос

У списку нижче, жирним шрифтом, перераховані назви основних річок, а звичайним шрифтом — вказані притоки (графа «Назва річки»). Кольори в таблиці відповідають кольорам басейнів на «Мапі головних басейнів Бразилії». Кожна річка, яка тече територією Бразилії, має свій рейтинг серед найдовших річок Бразилії (графа «№ BRA»), а також рейтинг серед найдовших річок світу (графа «№ світ.»). Інші річки, які повністю протікають територією сусідніх країнах, вказані для довідки, і їм рейтинг не вказаний (б.р.). В таблиці також вказані: довжина річки в км (графа «Довжина»), площа водозбору в км² (басейну — графа «Басейн»), витрата води (графа «Витрата води»), місце впадіння (річка, озеро, затока, море — графа «Гирло»), країни (регіони), територією яких протікають річки (графа «Країна/регіон»).
| № BRA | № світ. | Назва річки                 | Довжина, км | Басейн км² | Витрата води, м³/с | Гирло             | Країна/регіон                           |
| ----- | ------- | --------------------------- | ----------- | ---------- | ------------------ | ----------------- | --------------------------------------- |
| 1.    | 2.      | Амазонка — Укаялі — Тамбо   | 6 400       | 6 915 000  | 230 000            | Атлантичний океан | Перу; Бразилія                          |
| 2.    | 14.     | Парана                      | 3 998       | 3 100 000  | 17 290             | Ла-Плата          | Бразилія; Уругвай; Аргентина            |
| 3.    | 18.     | Пурус                       | 3 379       | 63 166     | 8400               | Амазонка          | Перу; Бразилія                          |
| 4.    | 19.     | Мадейра — Маморе            | 3 239       | 850 000    | 31 200             | Амазонка          | Болівія; BRA (Рондонія)                 |
| 5.    | 22.     | Сан-Франсиску               | 3 180       | 610 000    | 3300               | Атлантичний океан | BRA (Мінас-Жерайс, Баїя)                |
| 6.    | 30.     | Токантінс                   | 2 699       | 1 400 000  | 13 600             | Атлантичний океан | BRA (Гояс, Токантінс, Мараньян Пара)    |
| 7.    | 33.     | Арагуая                     | 2 630       | 358 125    | 8500               | Токантінс         | BRA (Гояс, Мату-Гросу, Токантінс, Пара) |
| 8.    | 35.     | Жапура                      | 2 615       | 242 259    | 18 600             | Амазонка          | Колумбія; BRA (Амазонас)                |
| 9.    | 37.     | Парагвай                    | 2 549       | 900 000    | 4300               | Парана            | BRA (Мату-Гросу, Мату-Гросу-ду-Сул)     |
| 10.   | 44.     | Журуа                       | 2 410       | 1 498 000  | 8400               | Амазонка          | Перу; BRA (Амазонас)                    |
| 11.   | 50.     | Ріу-Негру                   | 2 250       | 720 114    | 29 300             | Амазонка          | BRA (Амазонас)                          |
| 12.   | 60.     | Шінгу                       | 2 100       | 531 250    | 8670               | Амазонка          | BRA (Мату-Гросу, Пара)                  |
| 13.   | 65.     | Тапажос                     | 1 930       | 490 000    | 13 000             | Амазонка          | BRA (Пара)                              |
| —     | —       | Маморе                      | 1 900       | 241 660    | 11 649             | Мадейра           | Болівія                                 |
| 14.   | 72.     | Гуапоре                     | 1 749       | 266 460    | 1530 (2740)        | Маморе            | BRA (Мату-Гросу)                        |
| 15.   | 74.     | Парнаїба                    | 1 700       | 322 823    | 2400               | Атлантичний океан | BRA (Мараньян, Піауї)                   |
| 16.   | 77.     | Уругвай                     | 1 610       | 370 000    | 5500               | Ла-Плата          | Бразилія, Аргентина, Уругвай            |
| —     | —       | Укаялі                      | 1 600       | 337 519    | 13 500             | Амазонка          | Перу                                    |
| —     | 83.     | Бені                        | 1 599       | 283 350    | 11 900             | Мадейра           | Болівія                                 |
| 17.   | 87.     | Іса (Путумайо)              | 1 580       | 148 000    | 8760               | Амазонка          | Еквадор; Колумбія; Перу; BRA (Амазонас) |
| 18.   | —       | Ітапекуру                   | 1 500       | 54 027     | 470                | Атлантичний океан | BRA (Мараньян)                          |
| 19.   | —       | Ріу-Бранку — Ріу-Урарікоера | 1 454       | 204 640    | 5400               | Ріу-Негру         | BRA (Рорайма)                           |
| —     | 101.    | Мараньйон                   | 1 415       | 382 877    | 15 600             | Амазонка          | Перу                                    |
| 20.   | —       | Телес-Пірес                 | 1 370       | 154 833    | 3978               | Тапажос           | BRA (Мату-Гросу)                        |
| 21.   | 111.    | Ріо-Гранде                  | 1 360       | 143 000    | 2400               | Парана            | BRA (Мінас-Жерайс, Сан-Паулу)           |
| 22.   | 115.    | Ігуасу                      | 1 320       | 72 638     | 1746               | Парана            | BRA (Парана)                            |
| 23.   | 119.    | Ірірі                       | 1 300       | 130 000    | 2615               | Шінгу             | BRA (Пара)                              |
| —     | —       | Уайяґа                      | 1 300       | 85 000     | 3800               | Амазонка          | Перу                                    |
| 24.   | 125.    | Журуєна                     | 1 240       | 160 000    | 4360               | Тапажос           | BRA (Мату-Гросу)                        |
| 25.   | —       | Жаварі                      | 1 184       | 98 366     | 4260               | Амазонка          | Перу; BRA (Амазонас)                    |
| 26.   | 145.    | Тіете                       | 1 130       | 150 000    | 2500               | Парана            | BRA (Сан-Паулу)                         |
| —     | —       | Напо                        | 1 130       | 106 520    | 6300               | Амазонка          | Перу, Еквадор                           |
| 27.   | —       | Параїба-ду-Сул              | 1 120       | 56 500     | 1118               | Атлантичний океан | BRA (Сан-Паулу, Ріо-де-Жанейро)         |
| 28.   | —       | Жекичіньонья                | 1 090       | 78 450     | 409                | Атлантичний океан | BRA (Мінас-Жерайс, Баїя)                |
| 29.   | —       | Жарі                        | 1 000       | 60 000     | 1005               | Амазонка          | BRA (Пара, Амапа)                       |
| 30.   | —       | Куяба                       | 980         | 100 000    | 589                | Парагвай          | BRA (Мату-Гросу, Мату-Гросу-ду-Сул)     |
| 31.   | —       | Паранапанема                | 930         | 100 800    | 1050               | Парана            | BRA (Сан-Паулу, Парана)                 |
| 32.   | —       | Аріпуана                    | 870         | 146 257    | 4100               | Мадейра           | BRA (Мату-Гросу, Амазонас)              |
| 33.   | —       | Ріо-Досі                    | 853         | 83 400     | 810                | Атлантичний океан | BRA (Мінас-Жерайс, Еспіриту-Санту)      |
| 34.   | —       | Такуарі                     | 842         |            | 264                | Парагвай          | BRA (Мату-Гросу, Мату-Гросу-ду-Сул)     |
| 35.   | —       | Жакуй                       | 800         | 73 000     | 1900               | Атлантичний океан | BRA (Ріу-Гранді-ду-Сул)                 |
| 36.   | —       | Тромбетас                   | 760         | 135 238    |                    | Амазонка          | BRA (Пара)                              |
| 37.   | —       | Східна Пару                 | 710         |            |                    | Амазонка          | BRA (Пара)                              |
| 38.   | —       | Жагуарібі                   | 610         | 75 700     | 190                | Атлантичний океан | BRA (Сеара)                             |